# FDX1L
FDX1L‏ (Ferredoxin 2) هوَ بروتين يُشَفر بواسطة جين FDX1L في الإنسان.